# Canna, Italien
 Canna  är en kommun i provinsen Cosenza, i regionen Kalabrien i Italien. Kommunen hade 709 invånare (2017) och gränsar till kommunerna Montegiordano, Nocara, Nova Siri, Oriolo och Rocca Imperiale.